# КК Студентски центар
КК Студентски центар је црногорски кошаркашки клуб из Подгорице. Из спонзорских разлога пун назив клуба тренутно гласи СЦ Дерби. У сезони 2024/25. клуб се такмичи у Првој лиги Црне Горе и Јадранској лиги.

## Историја
Кошаркашки клуб Студентски центар је основан 1997. године у Подгорици. Оснивач клуба је Ј.У. Дом ученика и студената — Подгорица.
У сезони 2015/16. клуб је по први пут заиграо у Првој лиги Црне Горе. У сезони 2020/21. освојио је Другу Јадранску лигу, чиме је изборио пласман у први ранг Јадранске лиге. У сезони 2022/23. по први пут је стигао до финала националног првенства. У септембру 2023. по први пут је освојио и трофеј у Суперкупу Јадранске лиге. Други трофеј у сезони освојили су 15. фебруара 2024. године. Они су у финалу Купа Црне Горе, одиграном у Тивту, савладали Будућност са 81 : 80.

## Успеси

### Национални
- Првенство Црне Горе:
  - Вицепрвак (2): 2023, 2024.
- Куп Црне Горе:
  - Победник (1): 2024.
  - Финалиста (1): 2025.

### Међународни
- Друга Јадранска лига:
  - Победник (1): 2021.
- Суперкуп Јадранске лиге:
  - Победник (1): 2023.

## Учинак у претходним сезонама
| Сез.     | Првенство Црне Горе | Куп Црне Горе | Регионално такмичење               | Европско такмичење |
| -------- | ------------------- | ------------- | ---------------------------------- | ------------------ |
| 2020/21. | Полуфинале ПО       | Четвртфинале  | Друга Јадранска лига — Победник    | —                  |
| 2021/22. | Полуфинале ПО       | Осмина финала | Јадранска лига — 7. место          | —                  |
| 2022/23. | Вицепрвак           | Четвртфинале  | Јадранска лига — Четвртфинале      | —                  |
| 2023/24. | Вицепрвак           | Победник      | Јадранска лига — Четвртфинале      | —                  |
| 2023/24. | Вицепрвак           | Победник      | Суперкуп Јадранске лиге — Победник | —                  |
| 2024/25. | —                   | Финалиста     | Јадранска лига                     | —                  |